# Harrachov (Šluknov)
Harrachov (německy Harrachsthal) je osada, část města Šluknov v okrese Děčín. Nachází se asi 1,5 km na sever od Šluknova. Jsou zde evidovány čtyři adresy. V roce 2011 zde trvale žilo sedm obyvatel.
Harrachov leží v katastrálním území Královka o výměře 2,84 km2.

## Historie
Nejstarší písemná zmínka pochází z roku 1787.

## Obyvatelstvo
|                                                                 | 1869 | 1880 | 1890 | 1900 | 1910 | 1921 | 1930 | 1950 | 1961 | 1970 | 1980 | 1991 | 2001 | 2011 |
| --------------------------------------------------------------- | ---- | ---- | ---- | ---- | ---- | ---- | ---- | ---- | ---- | ---- | ---- | ---- | ---- | ---- |
| Obyvatelé                                                       | 200  | 260  | 226  | 235  | 256  | 211  | 210  | 16   | 16   | 10   | 11   | 3    | 5    | 7    |
| Domy                                                            | 33   | 39   | 39   | 40   | 40   | 38   | 40   | 39   | .    | 4    | 3    | 3    | 2    | 2    |
| Počet domů z roku 1961 je zahrnut v domech místní části Rožany. |      |      |      |      |      |      |      |      |      |      |      |      |      |      |

## Pamětihodnosti
- Památný strom Dub letní u Královky, asi 800 m jjv. od Harrachova, v lese nad Šluknovským rybníkem (přibližné souř. 51°0′45″ s. š., 14°28′22″ v. d.)